# Vít Přindiš
Vít Přindiš (* 14. dubna 1989 Praha, Československo) je český vodní slalomář, kajakář závodící v kategorii K1. K jeho největším individuálním úspěchům patří zlatá medaile z Mistrovství světa 2022, stříbrná medaile z Mistrovství světa 2017, zlato z Mistrovství Evropy 2019 a Mistrovství Evropy 2021, kde získal hned tři zlaté medaile a to jak individuálním slalomovém závodě, kajakkrosu a také v týmovém závodě. V roce 2017 zvítězil jako první český kajakář v historii v celkovém hodnocení Světového poháru v kategorii K1, tento úspěch v letech 2021 a 2023 zopakoval.

## Sportovní kariéra
K vodnímu slalomu ho přivedl otec Pavel Přindiš, který dlouhé roky reprezentoval Československou a Českou republiku. Na kajaku jezdí od roku 1996, od začátku kariéry je členem USK Praha vodní slalom. Do roku 2013 byl jeho trenérem Pavel Přindiš, ale v současnosti trénuje pod vedením Milana Řihy po boku Vavřince Hradilka. Začal se prosazovat již v žákovských kategoriích, kde sbíral medaile z mistrovství republiky. Poprvé reprezentoval Česko v 16 letech na mistrovství Evropy juniorů v polském Krakově, kde získal spolu s Vavřincem Hradilkem a Janem Vondrou stříbrnou medaili v závodě hlídek. V roce 2006 obsadil čtvrté místo na mistrovství světa juniorů a získal stříbrnou medaili v závodě hlídek.
Následovala reprezentační dráha v kategorii do 23 let, která vyvrcholila ziskem zlaté medaile na ME v Bosně 2011 a bronzové z MS ve Wausau 2012 v závodě hlídek. V individuálním závodě na ME v Solkanu 2012 obsadil čtvrté místo.
V reprezentačním družstvu seniorů se poprvé představil již v roce 2010, ve kterém obsadil 16. místo na MS ve Slovinsku. V letech 2012, 2014 a 2015 vyhrál domácí šampionát pořádaný v pražské Troji a na Lipně. Na mistrovstvích Evropy 2013 a 2016 vyhrál zlatou medaile v závodě hlídek s Vavřincem Hradilkem a Jiřím Prskavcem. V roce 2014 si na ME ve Vídni dojel pro stříbrnou medaili v individuálním závodě K1. Ze světového šampionátu 2014 si přivezl stříbrnou medaili ze závodu hlídek a tentýž rok skončil druhý v celkovém pořadí Světového poháru.
V letech 2013 a 2020 obsadil druhu pozici v hodnocení nejlepších sportovců ČVUT a v letech 2014, 2016, 2017, 2018, 2021 a 2022 toho hodnocení celkově ovládl. Několikrát byl oceněn Ministerstvem školství, mládeže a tělovýchovy za přínos sportu.
V roce 2016 znovu obsadil druhou pozici v celkovém hodnocení Světového poháru, o rok později jako první český kajakář Světový pohár vyhrál. Na Mistrovství světa 2017 zvítězil v závodě hlídek a z individuálního závodu si přivezl stříbrnou medaili.
V celkovém hodnocení Světového poháru dosáhl celkově již na sedm celkovým umístění mezi třemi nejlepšími. V letech 2017 a 2021 Světový pohár celkově vyhrál. V letech 2014, 2016 a 2021 byl celkově druhý a letech 2018 a 2018 mu náležela celková třetí příčka.
Na Mistrovství Evropy 2018 v pražské Troji získal svoji druhou evropskou individuální medaili, a to znovu stříbrnou. Zlato získal se svými parťáky v týmovém závodě již potřetí za sebou. Na Mistrovství světa 2018 v Riu de Janeiru si dojel pro sedmé místo v individuálním závodě, pro bronz v týmovém závodě a čtvrté místo obsadil v kajak krosu.
V roce 2019 zvítězil na mistrovství Evropy ve francouzském Pau jak v individuálním závodě na kajaku, tak v týmové soutěží. Ten samý rok skončil celkově třetí v celkovém hodnocení Světového poháru a na mistrovství světa obsadil šestou pozici a získal stříbro v týmovém závodě.
Na mistrovství Evropy v italské Ivree v roce 2021 získal historicky trip, když nejdříve získal zlato se svými parťáky v týmovém závodě, následně ovládl slalomový závod a na závěr získal první zlatou medaili v nové disciplíně kajak kross, která se na tomto mistrovství jela poprvé.

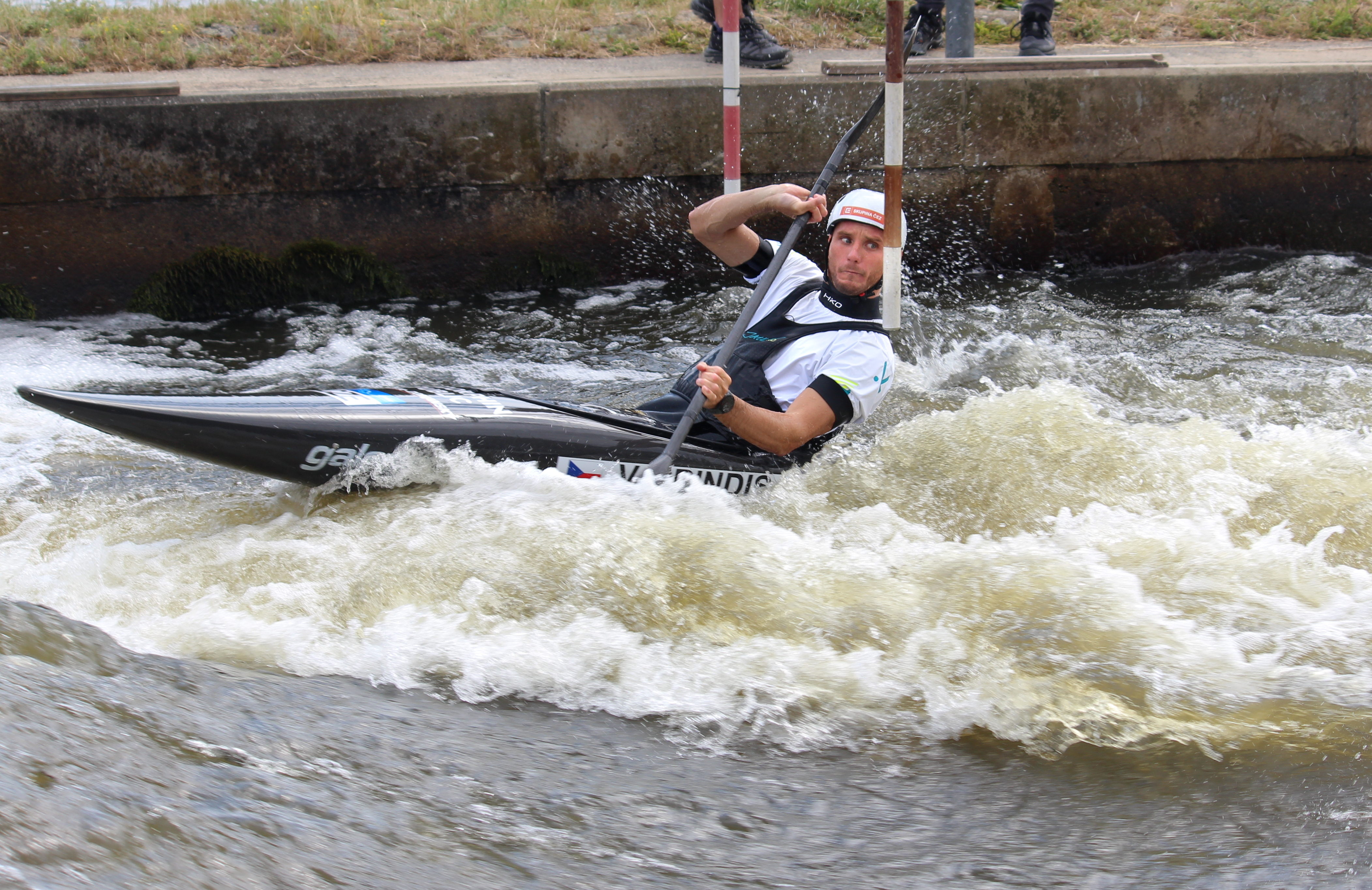
Vít Přindiš na závodech v Praze-Troji 2023

### 2022
V českých kvalifikačních závodech se opět probojoval do tříčlenné české reprezentace pro závody Světového poháru v kajaku (K1). V celkovém pořadí tohoto ročníku obsadil druhé místo,  když zvítězil v druhém podniku v polském Krakově a v pátém (finálovém) ve španělském La Seu d'Urgell přidal bronzovou medaili.
Na mistrovství světa v německém Augsburgu získal zlatou medaili v individuálním závodě na kajaku. Na mistrovství Evropy získal zlatou medaili v kategorii týmů.
Na Mistrovství České republiky v jihočeském Lipně obsadil v závodě na kajaku (K1) druhé místo za Jiřím Prskavcem.

### 2023
V tomto roce probojoval do české reprezentace pro závody Světového poháru v kajaku. Obsadil druhé místo jak na druhém podniku v Praze-Troji, na třetím v slovinském Tacenu i ve finále ve francouzském Vaires sur Marne. Třetí místo vybojoval ve španělském La Seu d'Urgell. Díky těmto umístěním zvítězil v celkovém pořadí Světového poháru.
Na mistrovství světa v anglickém Lee Valley dojel v individuálním závodě na kajaku na 24. místě. V závodech hlídek vybojoval s Jiřím Prskavcem a Jakubem Krejčím zlatou medaili na kajaku.
Na mistrovství Evropy konaném v rámci Evropských her v polském Krakově získal bronz v olympijské disciplíně kajak kros.
Na Mistrovství České republiky v Lipně obsadil třetí místo v kajaku.

### 2024
V tomto roce se probojoval do české reprezentace pro závody Světového poháru v kajaku. Na stupních vítězů se umístil jednou, když ve třetím závodě v polském Krakově obsadil druhé místo v kajak krosu.
Na Mistrovství Evropy vybojoval spolu s Jakubem Krejčí a Jiřím Prskavcem zlatou medaili v závodech hlídek v kategorii K1. Druhou zlatou medaili získal za první místo v disciplíně kajak kros individual, která se na mistrovství Evropy takto jela poprvé.
Na olympijské hry se neprobojoval ani v kajaku, ani v kajak krosu, na který se v tomto roce soustředil.
Zvítězil v celkovém pořadí Českého poháru v závodech na kajaku (K1). Na Mistrovství České republiky skončil v této kategorii druhý za Jakubem Krejčím.